# 一之宮貫前神社
一之宮貫前神社（いちのみやぬきさきじんじゃ）は、群馬県富岡市一ノ宮にある神社。式内社（名神大社）、上野国一宮。旧社格は国幣中社で、現在は神社本庁の別表神社。

## 概要
群馬県南西部、鏑川左岸の河岸段丘上に鎮座し、信州街道に面する。物部君（毛野氏同族）が祖神を祀ったことに始まり、古代には朝廷から、中世以降は武家からも崇敬された。
境内は正面参道からいったん石段を上がり、総門を潜ったところから石段を下ると社殿があるという、いわゆる「下り宮」と呼ばれる配置となっている。社殿は江戸時代に第3代将軍徳川家光・第5代綱吉により整えられ、本殿・拝殿・楼門等が重要文化財に指定されている。また、鹿占習俗（国選択・県指定無形民俗文化財）を始めとした多くの特殊神事を行っている。

## 祭神
祭神は以下の2柱。
- 経津主神（ふつぬしのかみ）
葦原中国（日本）平定に功績があったとされる神。貫前神社では物部氏の祖神と紹介している[注 1]。
- 姫大神（ひめおおかみ）
祭神の名前は不詳。一説には、綾女庄（当地の古い呼称）の養蚕機織の神とされる。

なお、『一宮巡詣記』では「本尊稚日女尊、相殿経津主命」と記載され主神は女神とされている。

### 抜鉾神社と貫前神社
明治以前の歴史書には、「抜鉾神社」と「貫前神社」という2つの記載がある。また『和名抄』には甘楽郡に「抜鉾郷」と「貫前郷」の記載もある。それら「抜鉾」と「貫前」の関係については議論があり、以下の2説が存在する。
2神2社説
抜鉾神を祀る神社と貫前神を祀る神社は別々の神社であったとする説。
『日本の神々』では、「貫前」の社名は明治維新後に「抜鉾」から改められたもので、本来は「貫前」と「抜鉾」の2神2社であったものが「抜鉾」時代に2神1社となり、明治になって公式には1神1社になった、と述べている。さらに続けて、実際には現在も男・女2神を祀り、2神1社の形は残されている、とも述べている。同書では、朱雀天皇の承平年間（931年-937年）の『和名抄』上野国甘楽郡の項に「貫前郷」と「抜鉾郷」の名が見えることから、貫前神社と抜鉾神社は別地に建っていたと考察し、長元3年-4年（1030年-1031年）の『上野国交替実録帳』に「正一位勲十二等抜鉾大明神社」とあって「貫前」の名が無いこと、正一位で勲十二等と言う神階のおかしさ、この2点より『延喜式神名帳』成立後から『上野国交替実録帳』成立以前の間に「貫前」と「抜鉾」が混同されたと推測している。
『群馬県の地名』でも、初め2神2社でのちに2神1社となったとしている。なお2神の説明で、貫前神は甘楽郡鏑川に居住した渡来人の神、抜鉾神は碓氷郡・甘楽郡にいた物部氏一族の神としており、これが混同されたとしている。
1神1社説
抜鉾神社も貫前神社も同じ神社を指す異なる名であるとする説。
『中世諸国一宮制の基礎的研究』では、「貫前」と「抜鉾」いずれの名も六国史に見え、神階に預かる霊験高い神であるが、『延喜式神名帳』には「貫前神社」を1座としているので両神は1神と見るべきであろう、と述べている。付け加えて、別々の2神であれば、官社の幣帛に預かる2座の神とされたはずであり、『延喜臨時祭式』の「名神祭二百八十五座」の1つに「貫前神社一座或作抜鉾」とある注記は同一神であることを示している、と述べている。さらに、『左経記』寛仁元年（1017年）10月2日条に記載の大神宝使に預かる「上野貫前」が、長元3年-4年（1030年-1031年）の国司交代時に作成した『上野国交替実録帳』の「抜鉾大明神」と別々であるとは考えられない、と述べている。

## 歴史

### 創建
社伝によると、創建は安閑天皇元年（534年?）3月15日、鷺宮（現 安中市の咲前神社に比定）に物部君姓磯部氏が氏神である経津主神を祀り、荒船山に発する鏑川の流域で鷺宮の南方に位置する蓬ヶ丘綾女谷に社を定めたのが始まりといわれる。その後、天武天皇2年（私年号では白鳳2年、673年）に最初の奉幣が行われた。
一方、室町時代成立の『神道集』には、安閑天皇2年（535年?）3月中頃に抜鉾大明神が笹岡山に鉾を逆さに立てて御座、白鳳6年（677年）3月に菖蒲谷に社壇が建立されたと記載されている。

### 概史
現在の社名「一之宮貫前神社」は旧社格廃止に伴い改称したものであり、六国史をはじめとする古書には、「抜鉾（ぬきほこ）」と「貫前（ぬきさき）」の2つの名で記される。この2社が現神社の前身であるとすると、最初に記録に登場するのは大同元年（806年）、『新鈔格勅符抄』の神封部にある「上野抜鉾神 二戸」の記述である。延長5年（927年）には『延喜式神名帳』に貫前神社が名神大に列格されている。
宇多天皇の代、仁和4年（888年）に一代一度の奉幣として大神宝使を遣わすこととしたが、貫前神社へは寛仁元年（1017年）後一条天皇即位の際に遣わされている。
長元3年-4年（1030年-1031年）に成立したとされる『上野国交替実録帳』には「正一位勲十二等抜鉾大明神社」とあり、当時既に神階が正一位に達していたと思われる。
『本朝続文粋』の記述によれば、康和2年（1100年）4月に上野国目代平周真が降雨の祈願を行った時の奉献の文を国司上野介藤原敦基が執筆しており、貫前神社が国司による特別の崇敬を受け、一宮的機能が12世紀初頭には確立したと考えられる。
中世において、貫前神社は源頼義・義家父子を始めとする武家の崇敬を集め、室町時代末期に越後上杉・相模後北条・甲斐武田の各氏に支配された際も庇護を受け、特に武田氏は譜代家老の原昌胤が取次を務め、造替費用を棟別に課して、上野国を越えた策を講じたとされる。
江戸時代には徳川家の庇護を受け、現在の社殿が整えられた。江戸当時は「抜鉾神社」が一般名称であった。
明治4年（1871年）に近代社格制度において国幣中社に指定され、延喜式での表記に倣い「貫前神社」と改称した。戦後は神社本庁が包括する別表神社となっている。
1934年（昭和9年）11月17日、陸軍特別大演習後に県内を巡幸した昭和天皇が行幸。

### 神階
- 六国史
  - 承和6年（839年）6月甲申[注 5]、無位から従五位下（『続日本後紀』） - 表記は「拔鋒神」。六国史に抜鉾神社が登場するのはこの記述のみ。
  - 貞観元年（859年）1月27日、正五位下勳八等から従四位下勳八等（『日本三代実録』） - 表記は「貫前神」。
  - 貞観9年（867年）6月20日、従四位上勳八等（『日本三代実録』） - 表記は「貫前神」。
  - 貞観18年（876年）4月10日、正四位下（『日本三代実録』） - 表記は「貫前神」。
  - 元慶3年（879年）閏10月4日、正四位上勳八等（『日本三代実録』） - 表記は「貫前神」。
  - 元慶4年（880年）5月25日、正四位上勲八等から従三位勲七等（『日本三代実録』） - 表記は「貫前神」。
- 六国史以後
  - 寛平3年（891年）8月28日、正三位勲七等（『日本紀略』） - 表記は「貫前神」。
  - 延喜16年（916年）1月、従二位（『扶桑略記』）
  - 長元3年（1030年）頃、正一位勲十二等（『上野国交替実録帳』） - 表記は「抜鉾大明神社」。
  - 正一位（『上野国神名帳』） - 表記は「抜鉾大明神」「抜鉾太神」[注 6]。
  - 正一位勲五等（勅額） - 表記は「抜鉾太神」[5]。

## 境内

### 社殿の配置
社殿配置は独特で、本殿が境内入り口よりも低い位置にある。すなわち、正面参道から石段を上がり蓬ヶ丘上にある大鳥居・総門をくぐると、今度は石段を下ってから綾女谷の本殿に参拝することとなる。このような配置の神社は「下り宮」・「下り参りの宮」と呼ばれている。

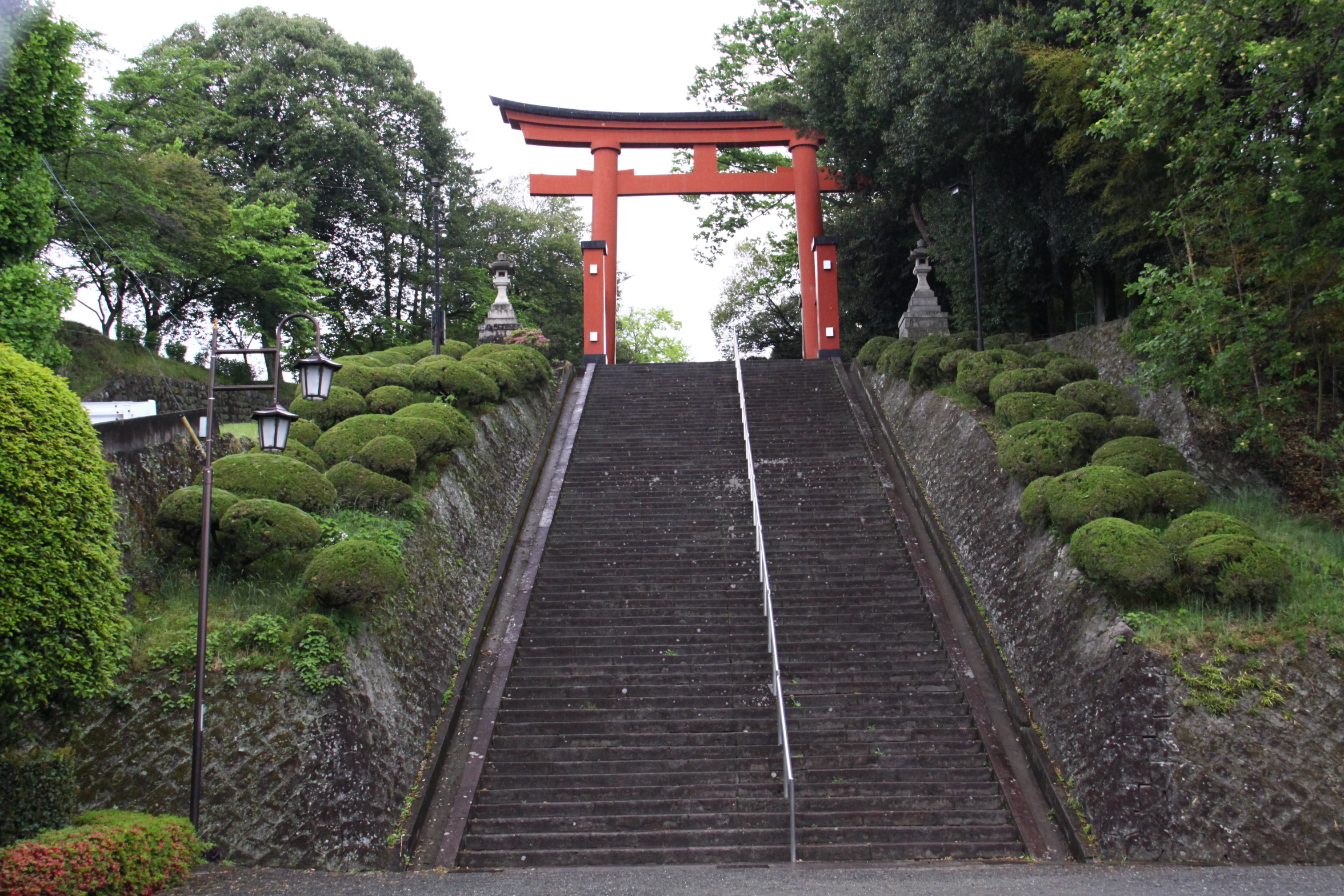
表参道と大鳥居 大鳥居までは表参道の石段を上がる。
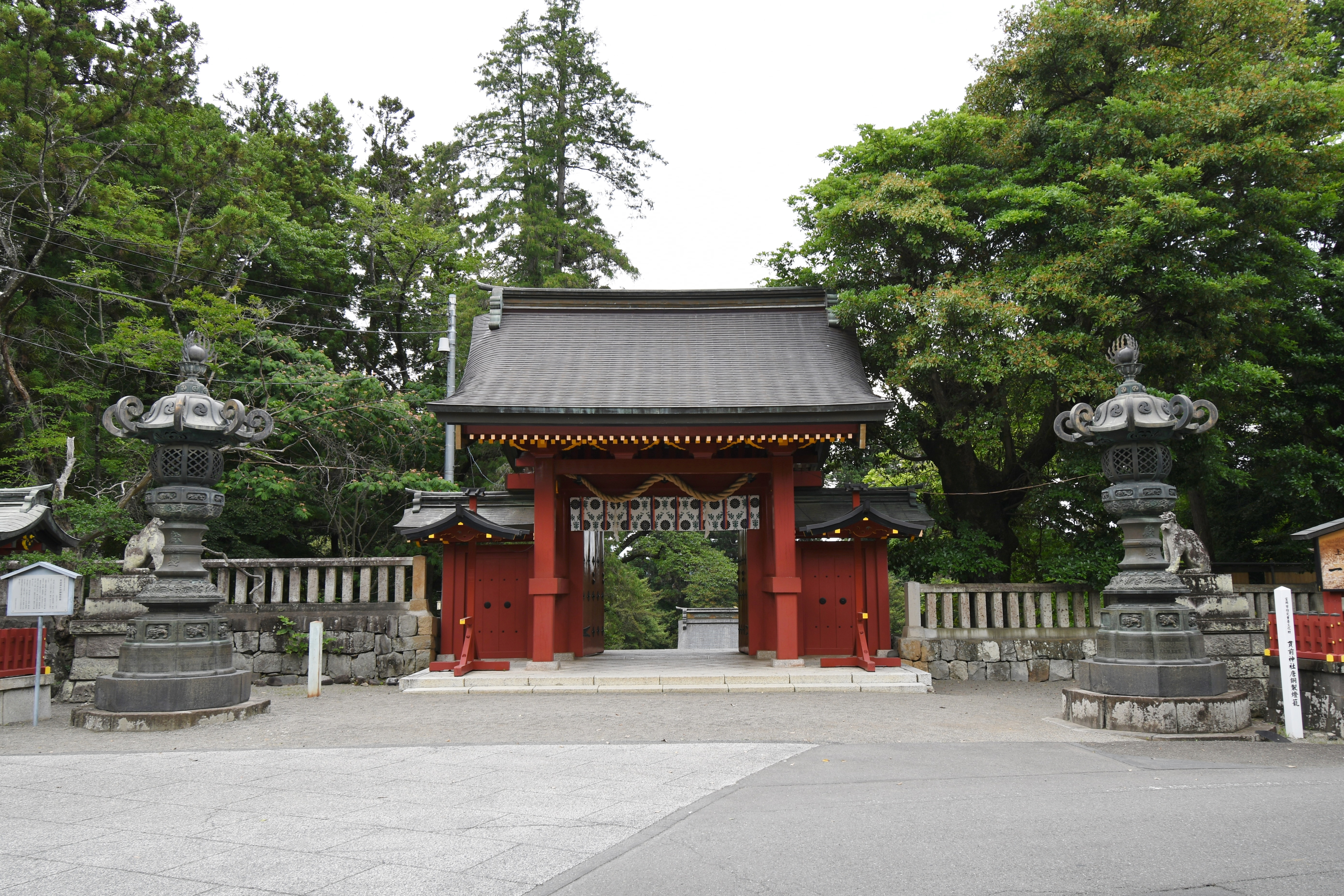
総門（惣門） 大鳥居と総門は同じ高さにある。
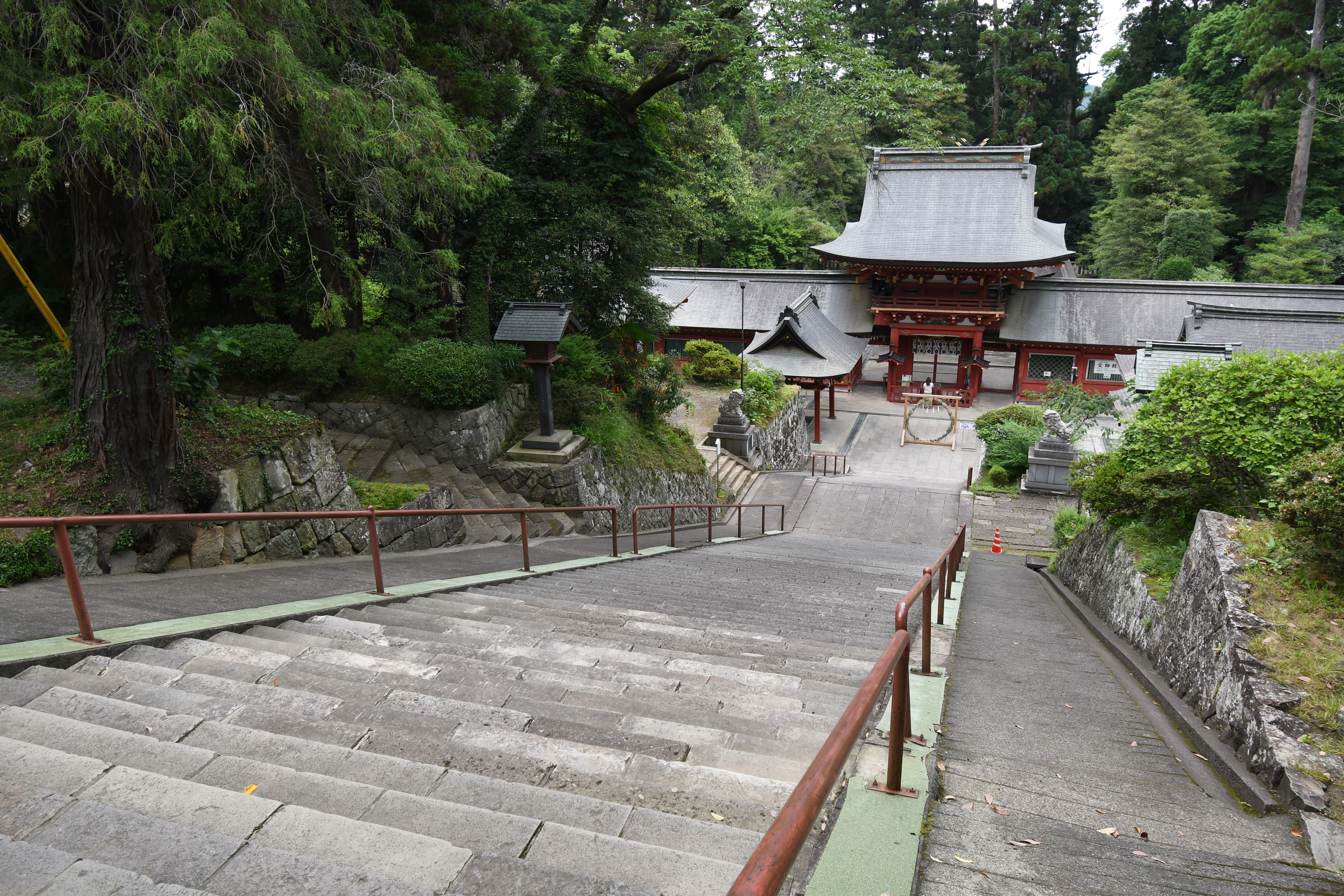
楼門 総門から先、楼門・社殿へは石段を下りる。

### 建造物

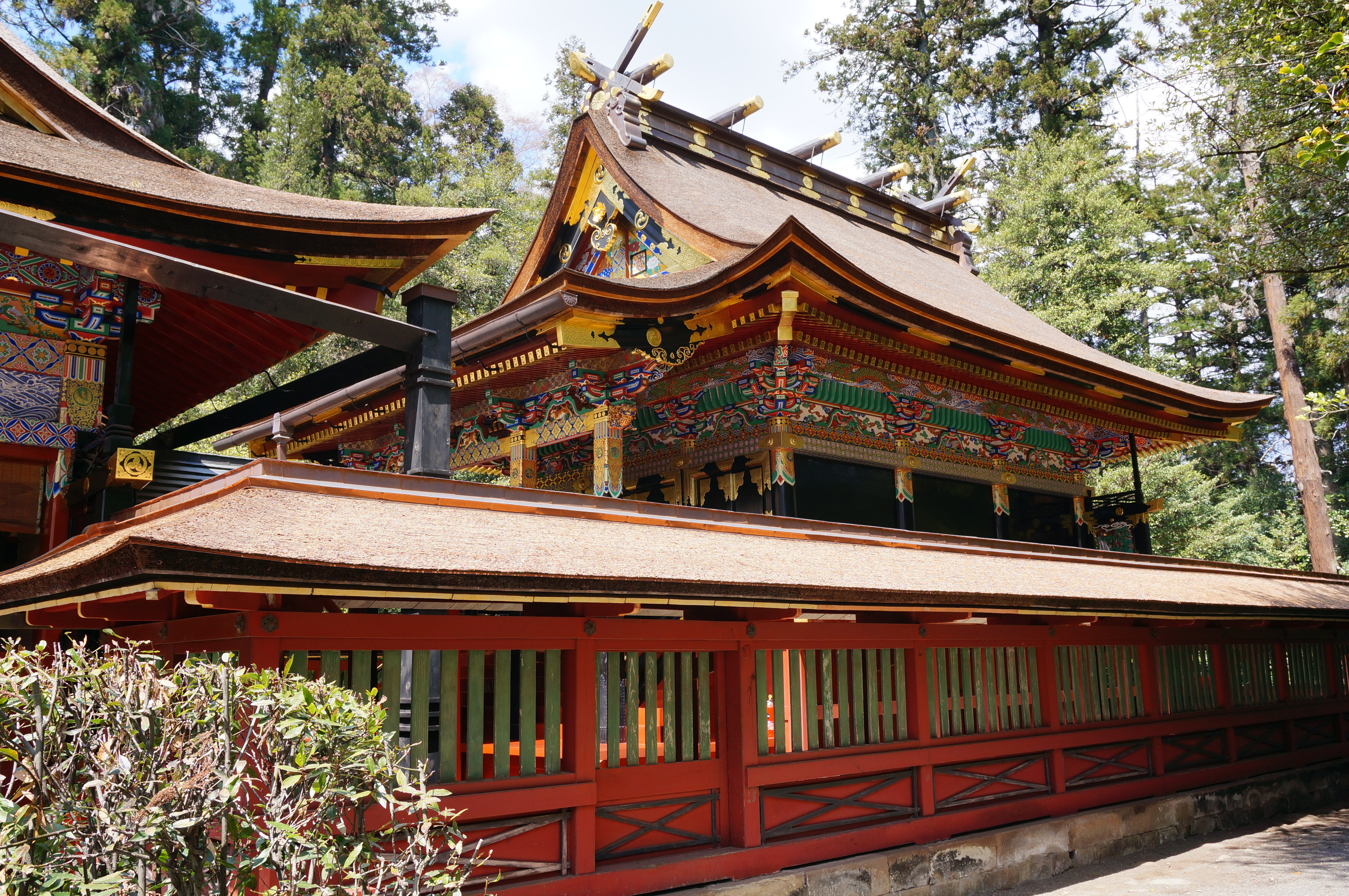
本殿（重要文化財）

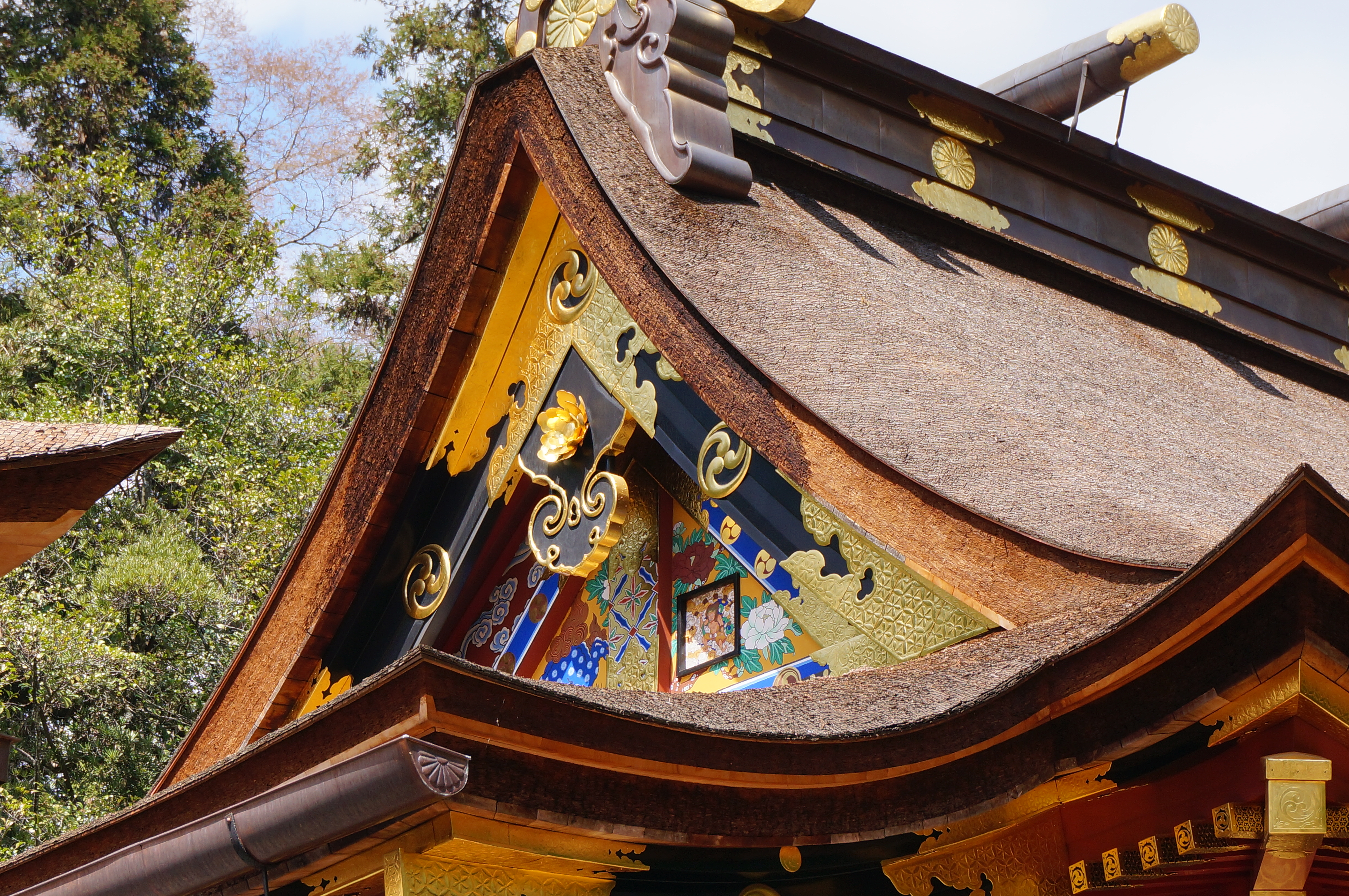
本殿の雷神小窓

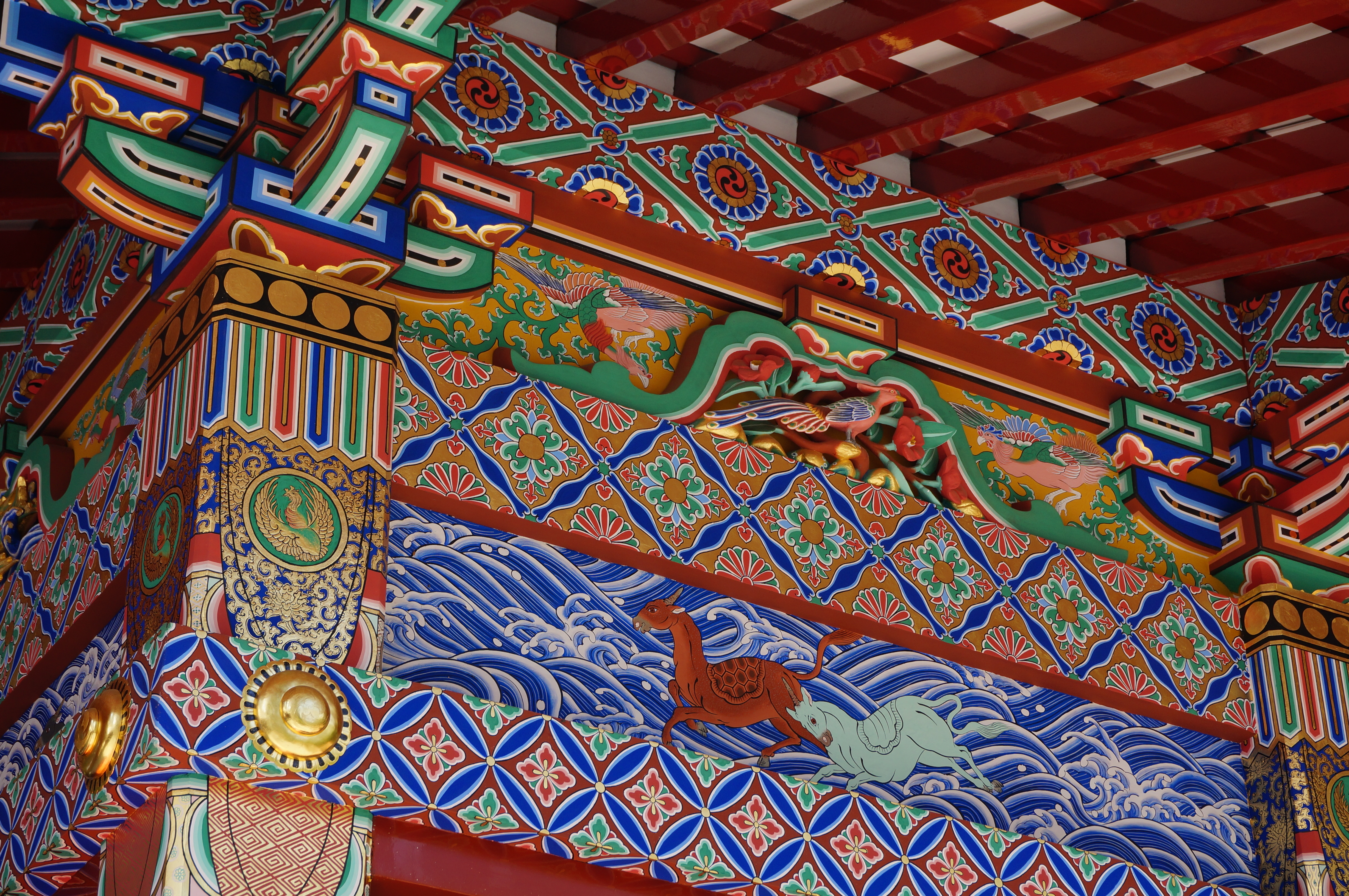
拝殿の彩色

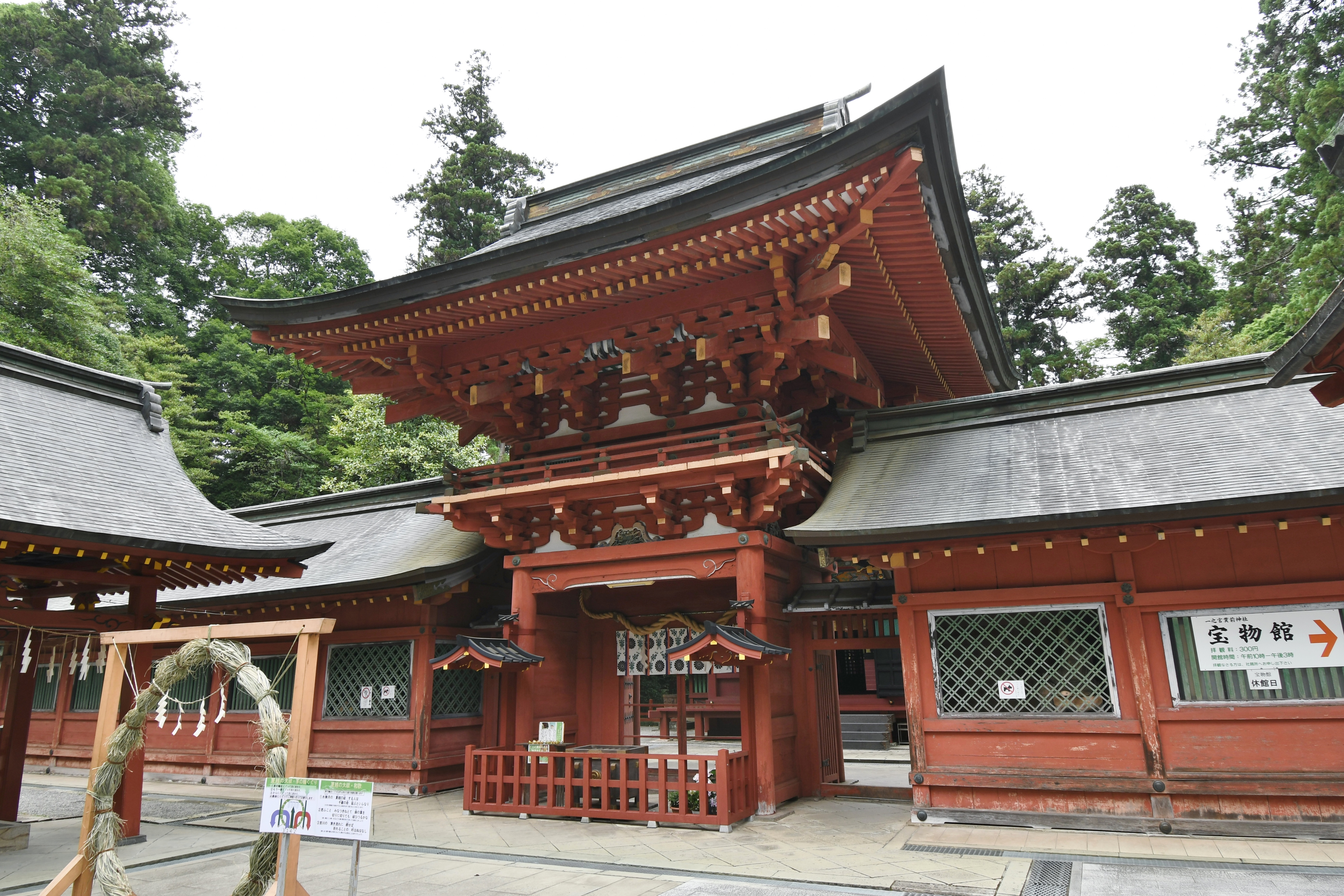
楼門（重要文化財）

本殿、拝殿、楼門、回廊は、江戸幕府第3代将軍徳川家光による寛永12年（1635年）の造営。元禄11年（1698年）、第5代綱吉による大規模な修理で極彩色の漆が塗られ、現在の華麗な造りとなった。いずれも国の重要文化財に指定されている。
- 本殿 - 単層2階建てで「貫前造」と呼ばれる独特な造りである。また、内部は2階構造になっていて上段に神座が据えられ、稲含山に向けて「雷神小窓」が設けられている。
- 勅使門（不明門（あかずのもん）） - 朱雀天皇の代（930年-946年）に勅使参向の際に設けられた。普段は開門されず、1年に3回、春・秋の御戸開祭と流鏑馬神事の時に開かれる。
- 勅額鳥居 - 名前は清和天皇筆の額が掲げられていたことに由来する。一ノ宮大字田島にあったが、寛永12年に現在の勅使門裏手に移築した。現在は有栖川宮幟仁親王の額が掲げられている。
- 銅製燈籠 - 総門前両脇に建つ。慶応元年の作で、富岡市指定文化財。
- 経蔵址 - 経蔵の建立年代は不明であるが、明治時代の廃仏毀釈で所蔵の諸経典・仏像とともに破却された。現在は礎石が残っている。
- 三重塔礎石 - 宝物殿裏手に所在。貫前神社には三重塔のほか諸堂が建っていたが、天保12年（1841年）焼失した。以後再建されず礎石が残っている。

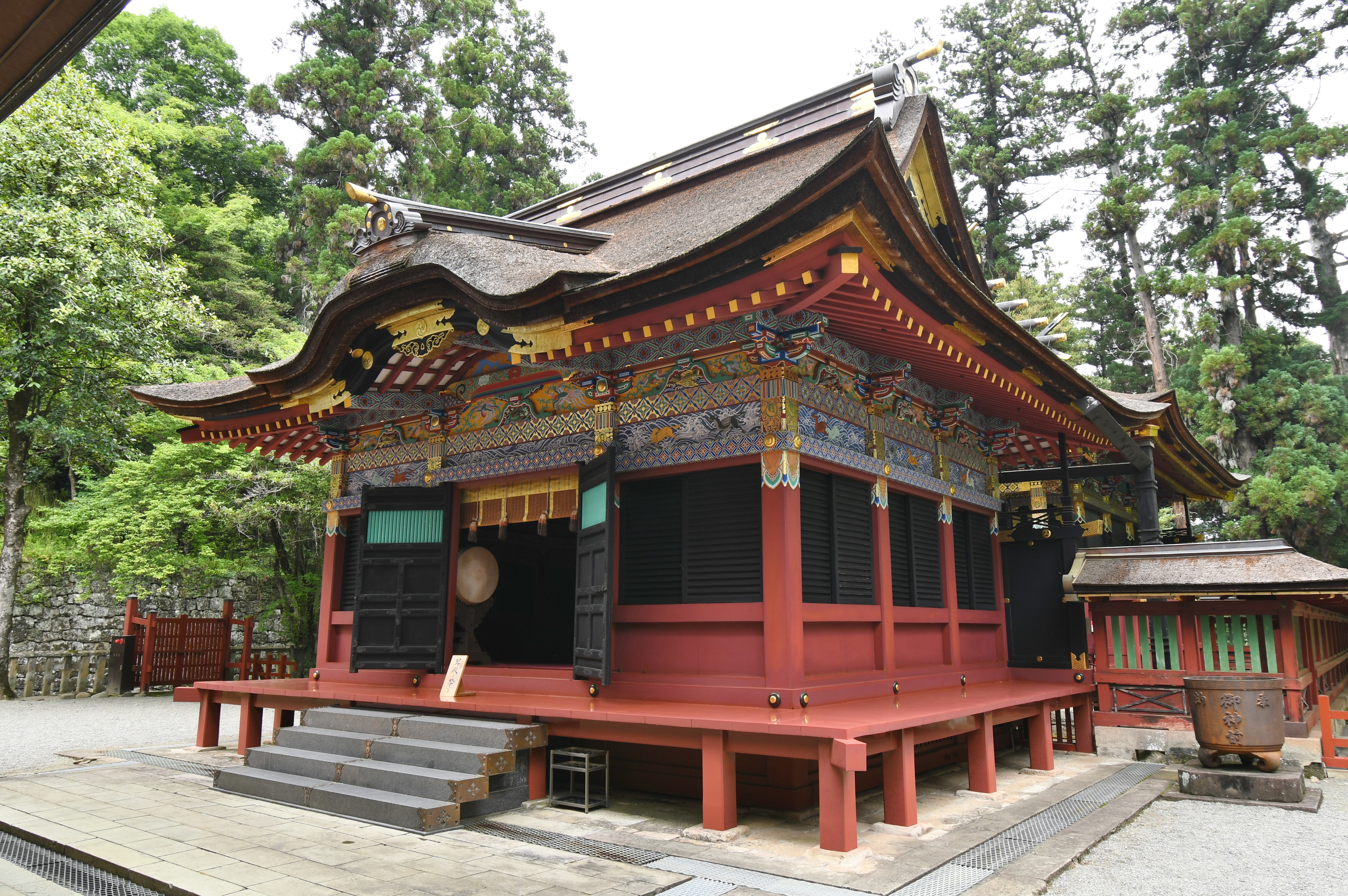
拝殿（重要文化財）
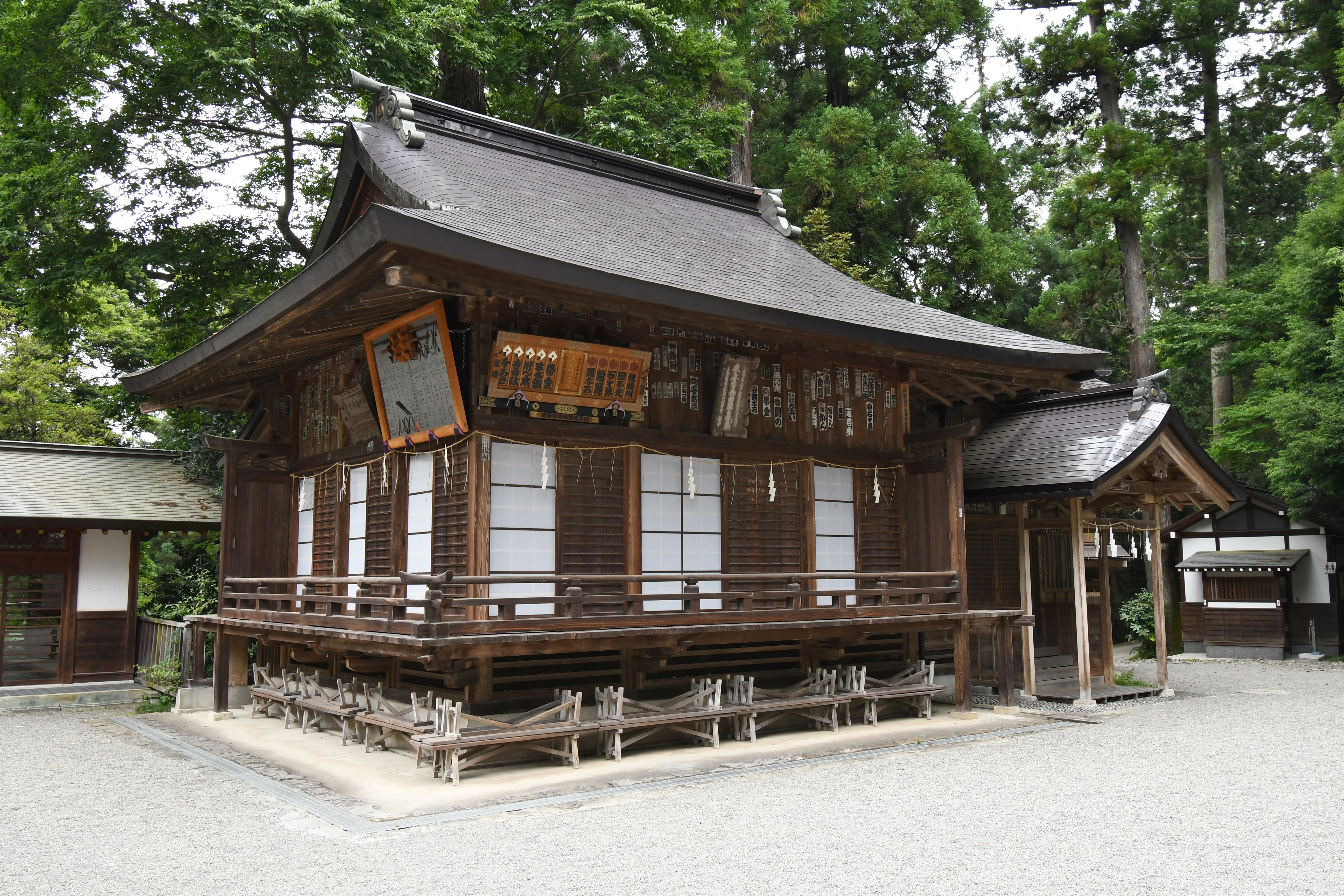
神楽殿
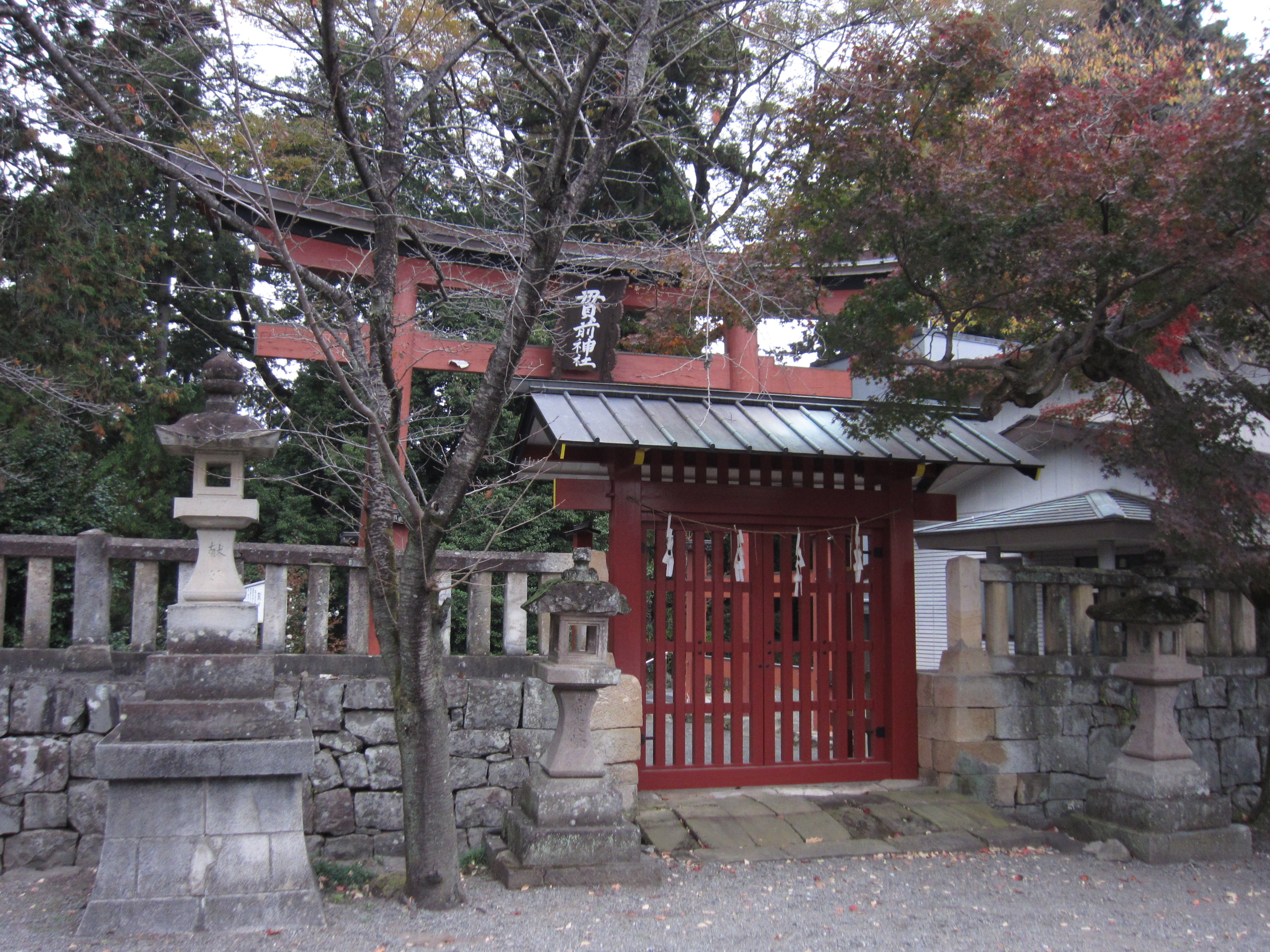
勅使門（手前）と勅額鳥居（奥）
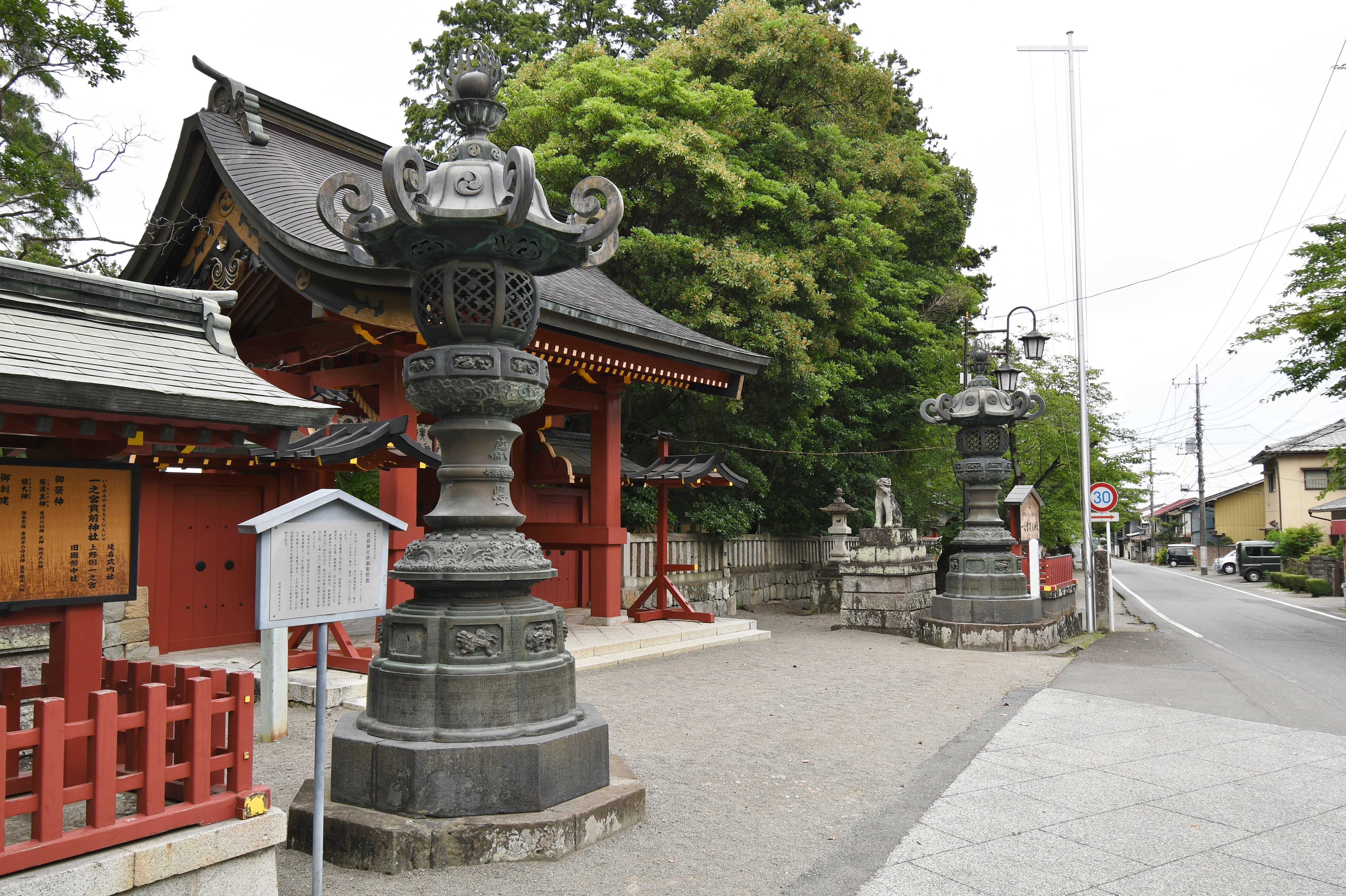
銅製燈籠（市指定文化財）
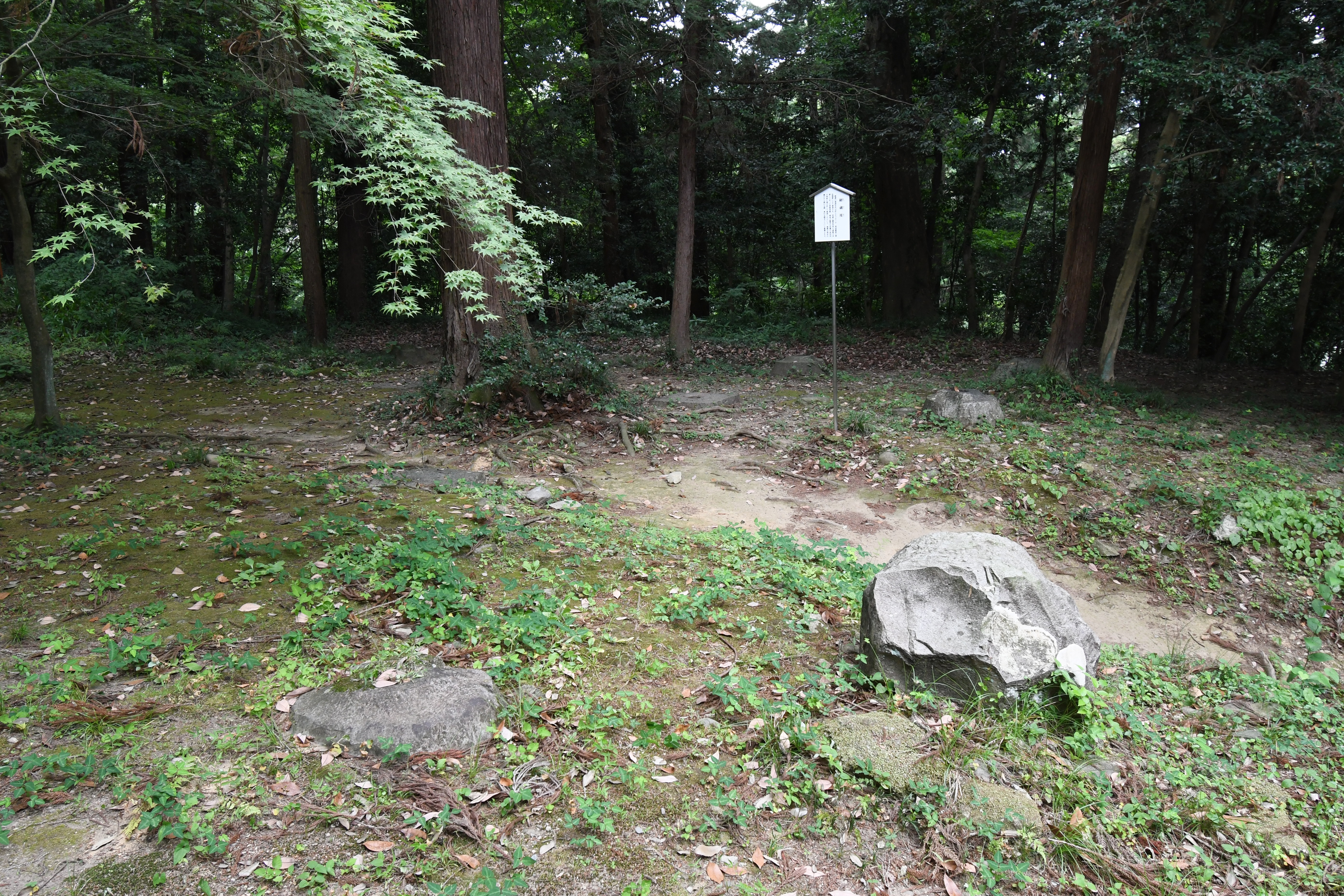
経蔵址
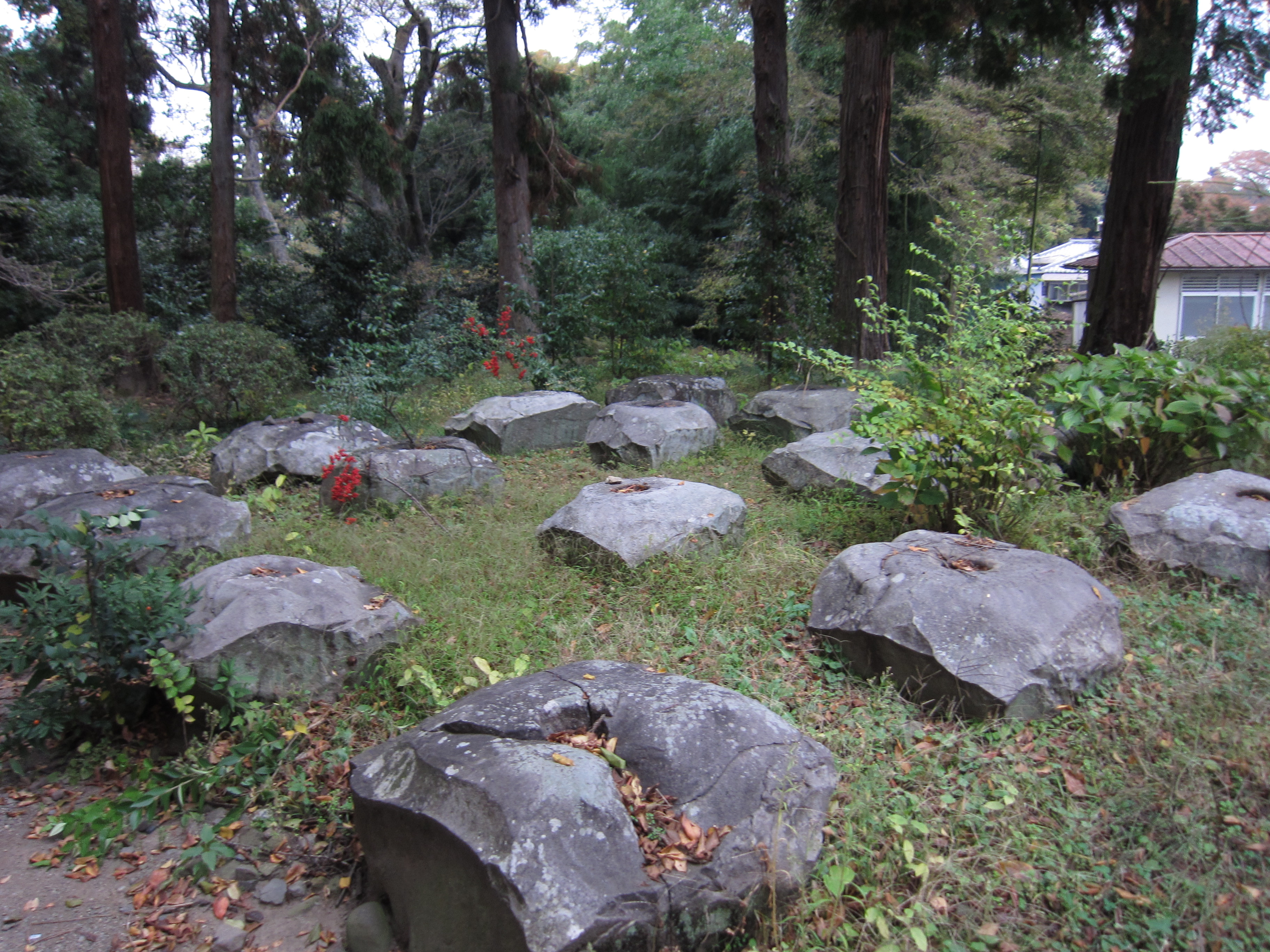
三重塔礎石

### 天然記念物
- 藤太杉 - 樹齢1200年といわれる大杉で、本殿の裏に生育する。平将門討伐のために出征した藤原秀郷が戦勝祈願として年齢と同じ36本の杉を奉納したうちの1本とされる。
- 蛙の木 - 総門東に生育するタブノキで、太平洋戦争末期、蛙に似たサルノコシカケが出現。祭神の経津主神が勇武に優れていたことから「勝って蛙」「勝ち蛙」として兵士・家族の信仰を集めた。現在は交通安全の守護「無事蛙」として信仰される。
- スダジイ - 樹齢推定1000年。数本の枝幹が成長して重なり合う。樹高15メートル、根回り4メートル。富岡市指定天然記念物、富岡の名木10選の1つ。
- 銀杏 - 富岡の名木10選の1つ。

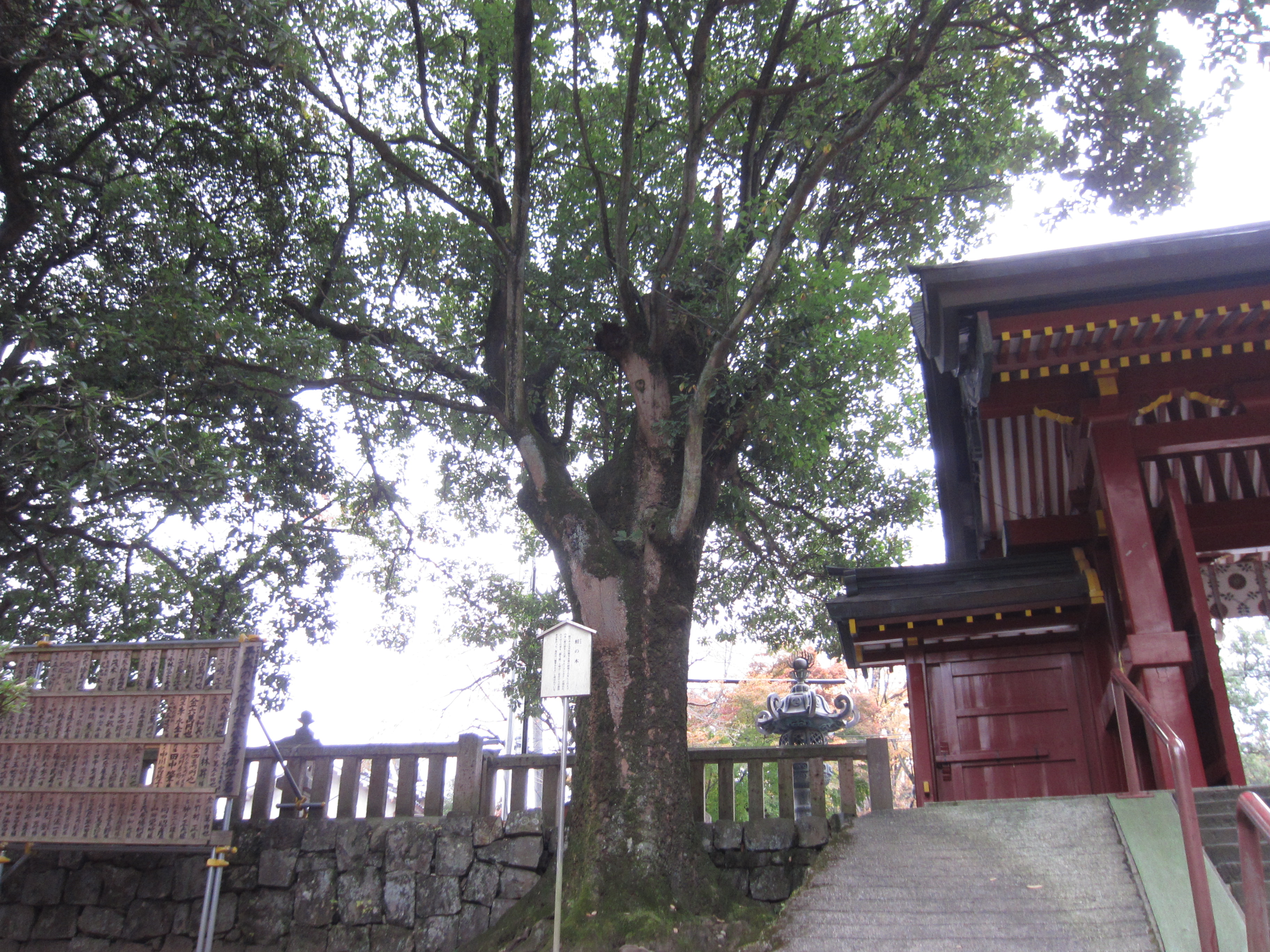
蛙の木
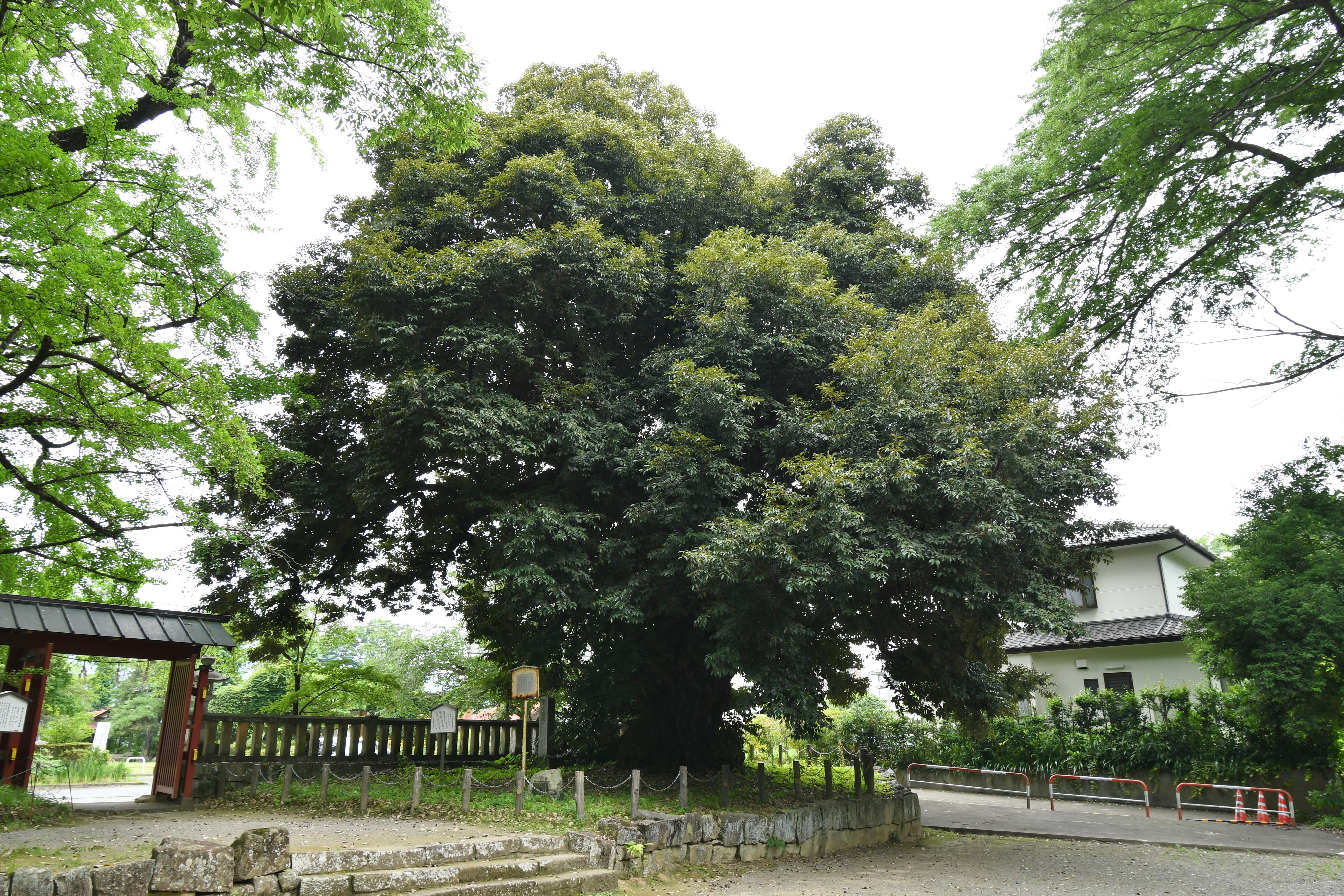
スダジイ
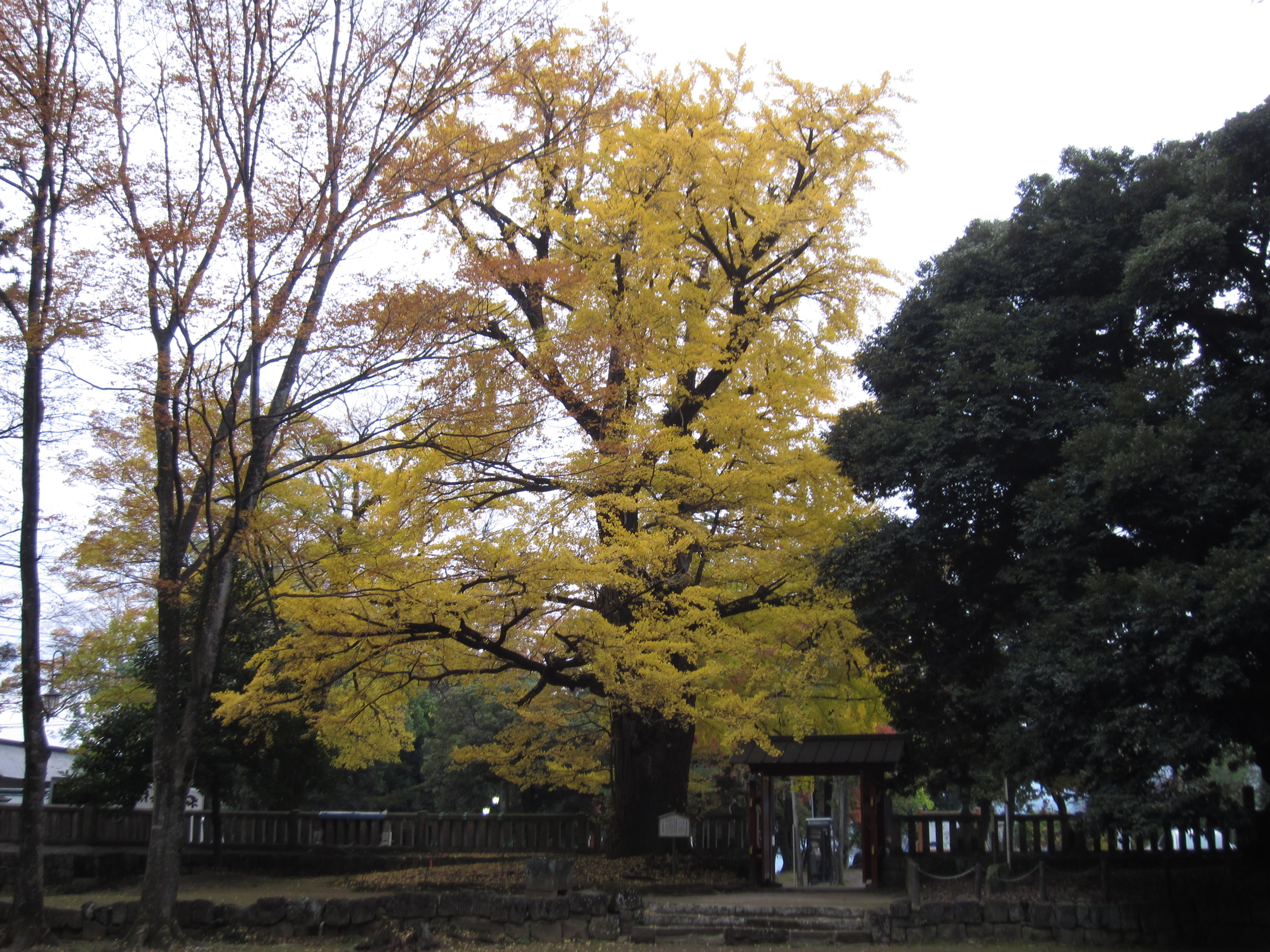
銀杏

## 摂末社

### 摂社

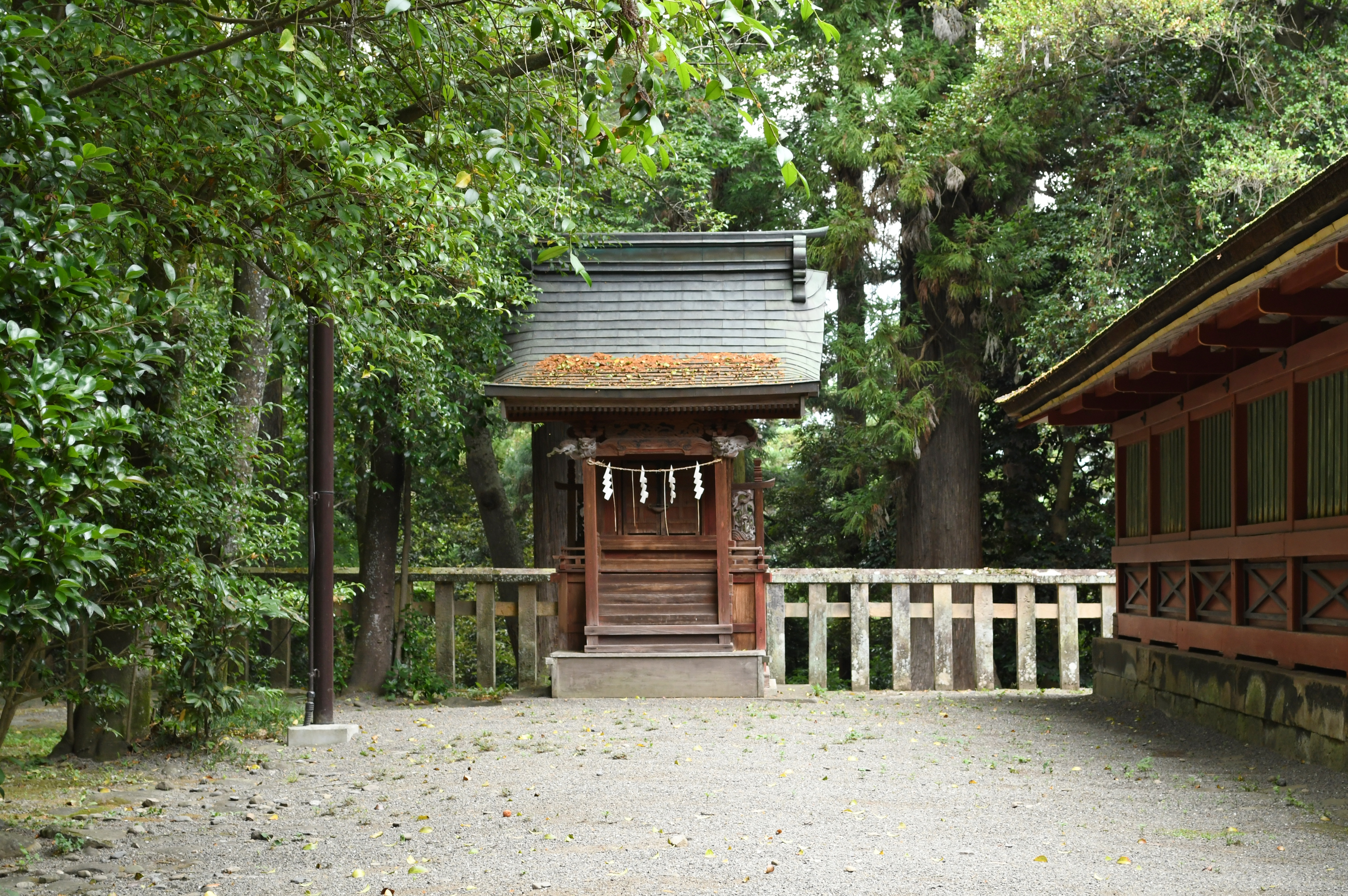
抜鉾若御子神社

- 抜鉾若御子神社（ぬきほこわかみこじんじゃ）
  - 祭神：本社祭神の御子神

本殿向かって左脇に鎮座する。元は一ノ宮字若宮に鎮座していた。安閑天皇の代（531年-535年）の創建とされ、『上野国神名帳』には「従五位抜鉾若御子明神」と記載されている。明治38年に現在地に遷座した。社殿は棟札によると文化12年の造営[7]。

### 末社

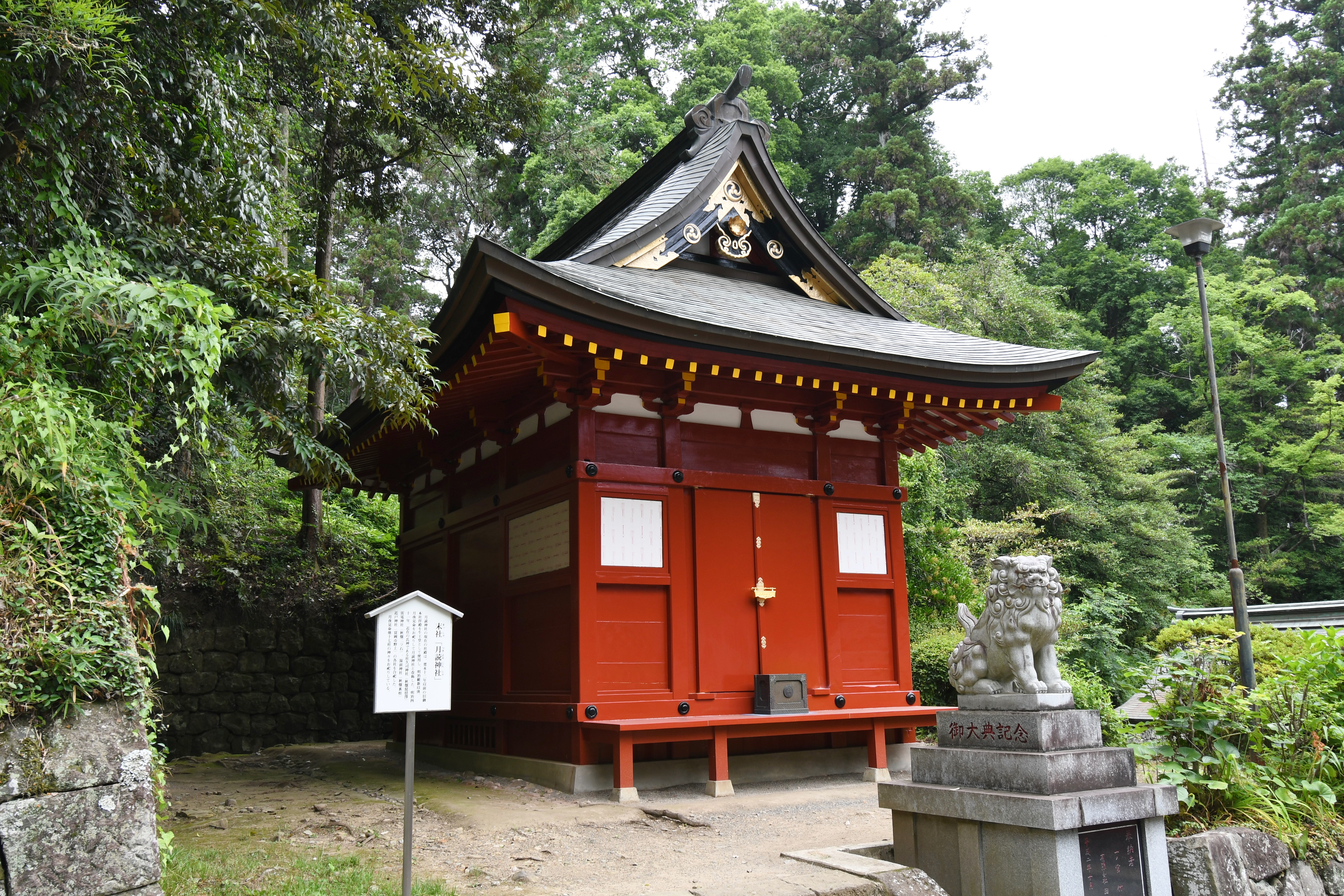
月読神社
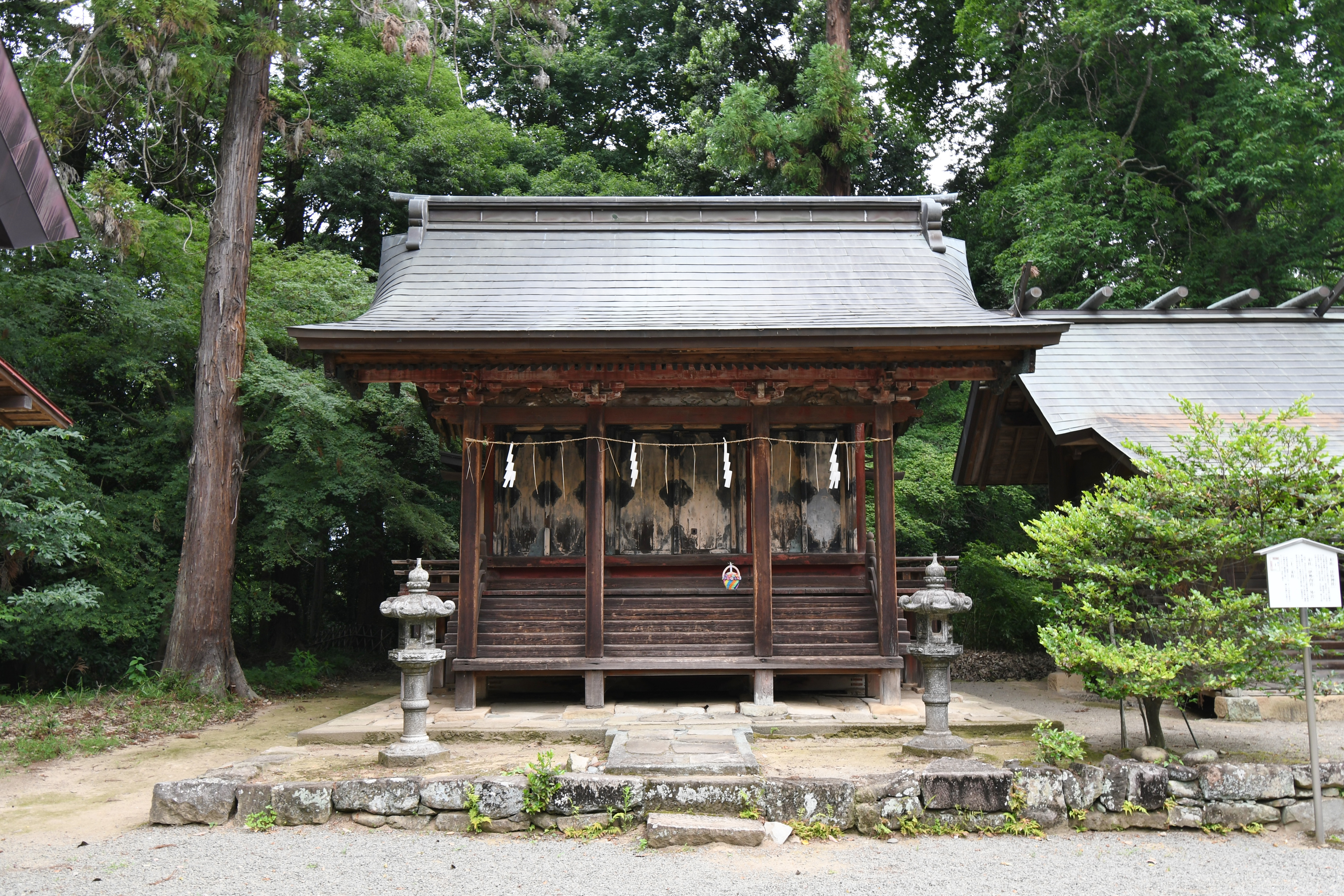
日枝神社
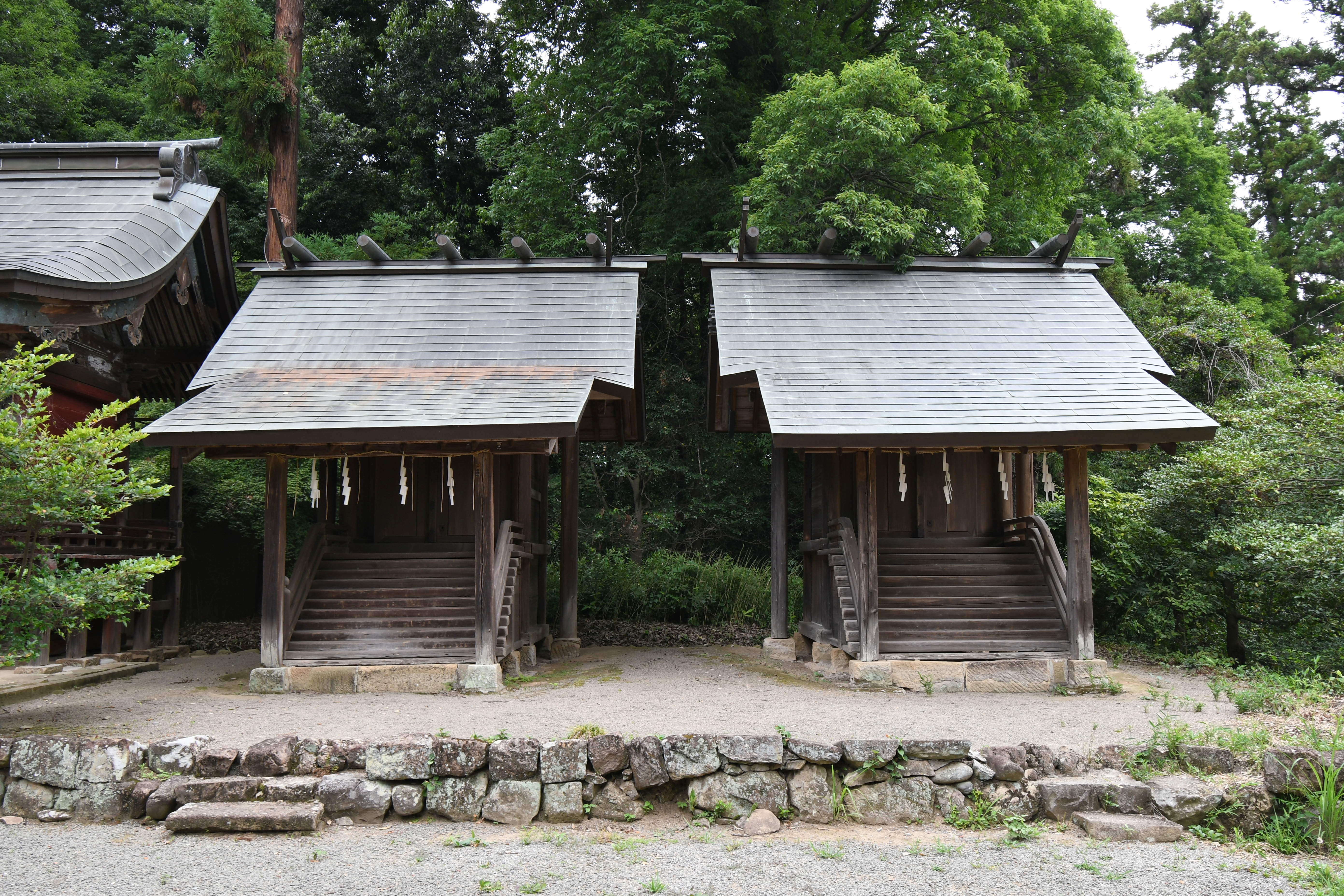
伊勢内宮（左）・外宮（右）
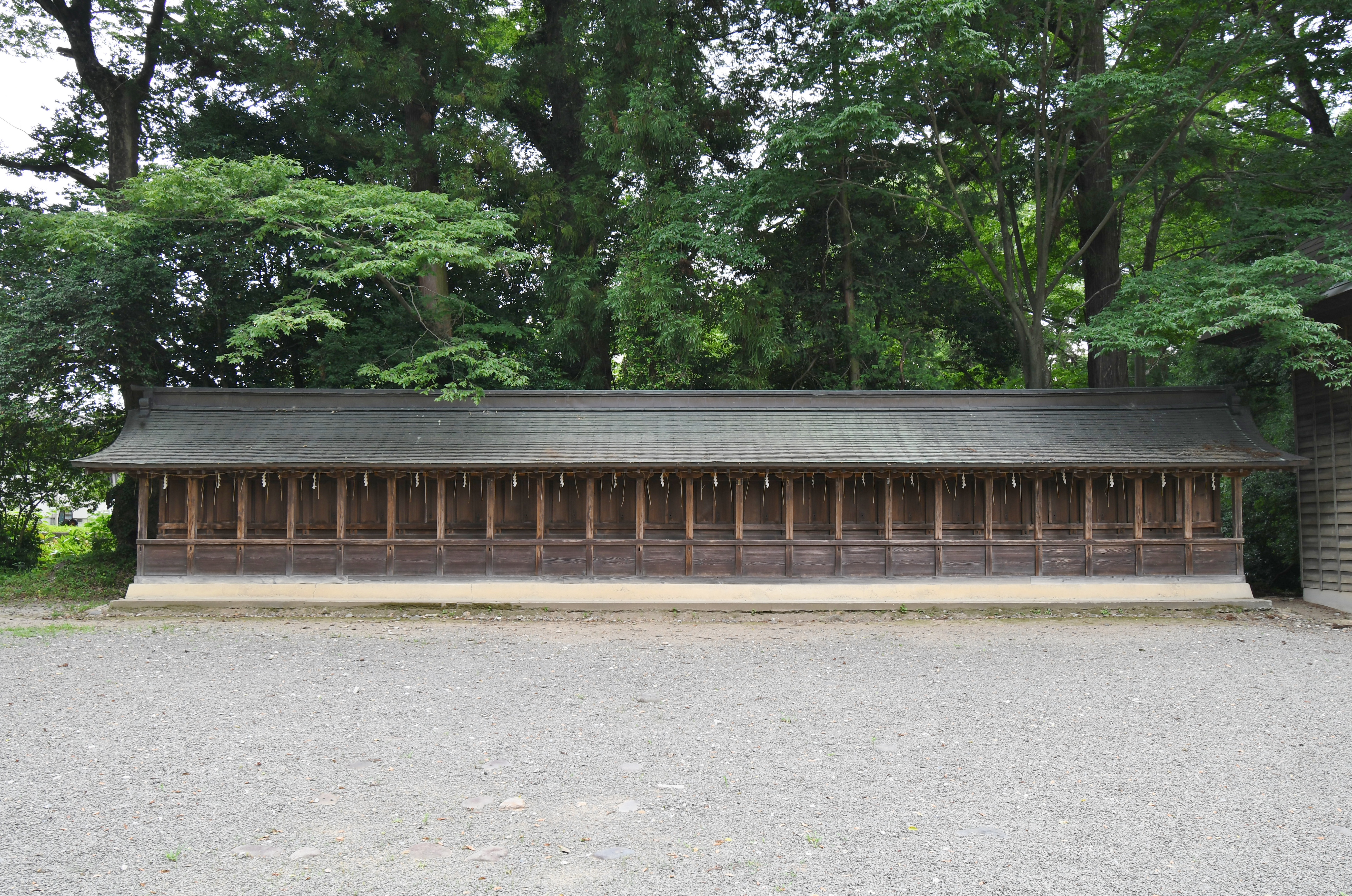
二十二社
  - 祭神：月夜見命ほか17柱

楼門への石段の横に鎮座する。社殿は寛永12年以前の本社の旧拝殿で、牛王堂として使用されていた。明治時代に月夜見命を祀って月読神社とし、明治41年に近在4社を合祀した[注 7]。
- 日枝神社
  - 祭神：大山祇神ほか17柱

仮殿敷地に隣接して鎮座する。社殿は寛永12年以前の本社の旧本殿と伝わる。明治42年に近在3社を合祀した[注 8]。
- 伊勢内宮・外宮
  - 祭神：天照大神（内宮）、豊受大神（外宮）

仮殿敷地に隣接して鎮座する。両宮とも、天狗沢峰通り字伊勢屋敷に鎮座していたものを寛永12年に遷宮したと伝わる。
- 二十二社
仮殿敷地に隣接して鎮座する。社領内に祀られていた各社を、寛永12年の造営時に一棟にまとめたもの。

- 月読神社
- 日枝神社
- 伊勢内宮（左）・外宮（右）
- 二十二社

### 境外社・関係社
- 荒船神社
  - 社格：境外摂社[8]
  - 鎮座地：甘楽郡下仁田町南野牧に里宮（北緯36度14分13.28秒 東経138度39分58.31秒 / 北緯36.2370222度 東経138.6661972度）、荒船山山頂に奥宮（北緯36度12分14.75秒 東経138度38分13.83秒 / 北緯36.2040972度 東経138.6371750度）
  - 祭神：経津主命

『神道集』には抜鉾神の起源として笹岡山の記載があるが、これは荒船山にあたるとされる。荒船山は帰化人から崇敬された[8]。
- 稲含神社（いなふくみじんじゃ）
  - 社格：境外摂社[9]
  - 鎮座地：甘楽郡甘楽町秋畑に里宮（北緯36度10分56.84秒 東経138度51分44.55秒 / 北緯36.1824556度 東経138.8623750度）、稲含山山頂に奥宮（北緯36度10分15.11秒 東経138度49分29.08秒 / 北緯36.1708639度 東経138.8247444度）

『上野国神名帳』一宮本に「正一位稲含大明神」と記載されている。本社の重要な祭事では、貫前神社の氏子も参加して役割を担当する[9]。本社本殿の雷神小窓は稲含山を向いている。
- 小船神社（こぶねじんじゃ）
  - 社格：境外末社、本社の祓戸、旧村社
  - 鎮座地：富岡市富岡（北緯36度15分22.69秒 東経138度54分6.45秒 / 北緯36.2563028度 東経138.9017917度） - 古くはさらに北方にあった
  - 祭神：経津主命

『上野国神名帳』総社本には「従五位 小船明神」と記載されている。江戸期の由来書によれば、一宮大明神が天竺から来る時に使った2艘の船のうち1艘を祀ったとされる[10]。
- 咲前神社（さきさきじんじゃ）[11]
  - 社格：本社前宮、旧村社
  - 鎮座地：安中市鷺宮（北緯36度18分4.62秒 東経138度52分45.37秒 / 北緯36.3012833度 東経138.8792694度） - 本社の前鎮座地とされる
  - 祭神：健経津主命（合祀：大己貴命、保食命）

社伝では、経津主命が建御名方命を追って上野国・信濃国国境の荒船山に出陣した際の行在地とされる。安閑天皇元年（534年）6月、抜鉾大神「健経津主命」を祀り、磯部朝臣が祭祀を司った。白鳳元年（650年）抜鉾大神は蓬丘菖蒲谷に遷された。前宮跡は、先宮（さきのみや、のち鷺宮）とされ咲前神社が祀られた。この時、改めて香取神宮から経津主命が勧請され、ほか2神が合祀された。以後の祭祀は藤原姓の和太氏が司った。
一方、礒部郷に居住した物部性磯部氏により氏神の石上神宮が分祀され、その勢力が貫前神社に移っていったとする説もある[12]。
『上野国神名帳』には「従五位上 咲前明神」と記載されている。本社の重要な祭事では、貫前神社の氏子も参加して役割を担当する。

## 祭事

### 式年遷宮

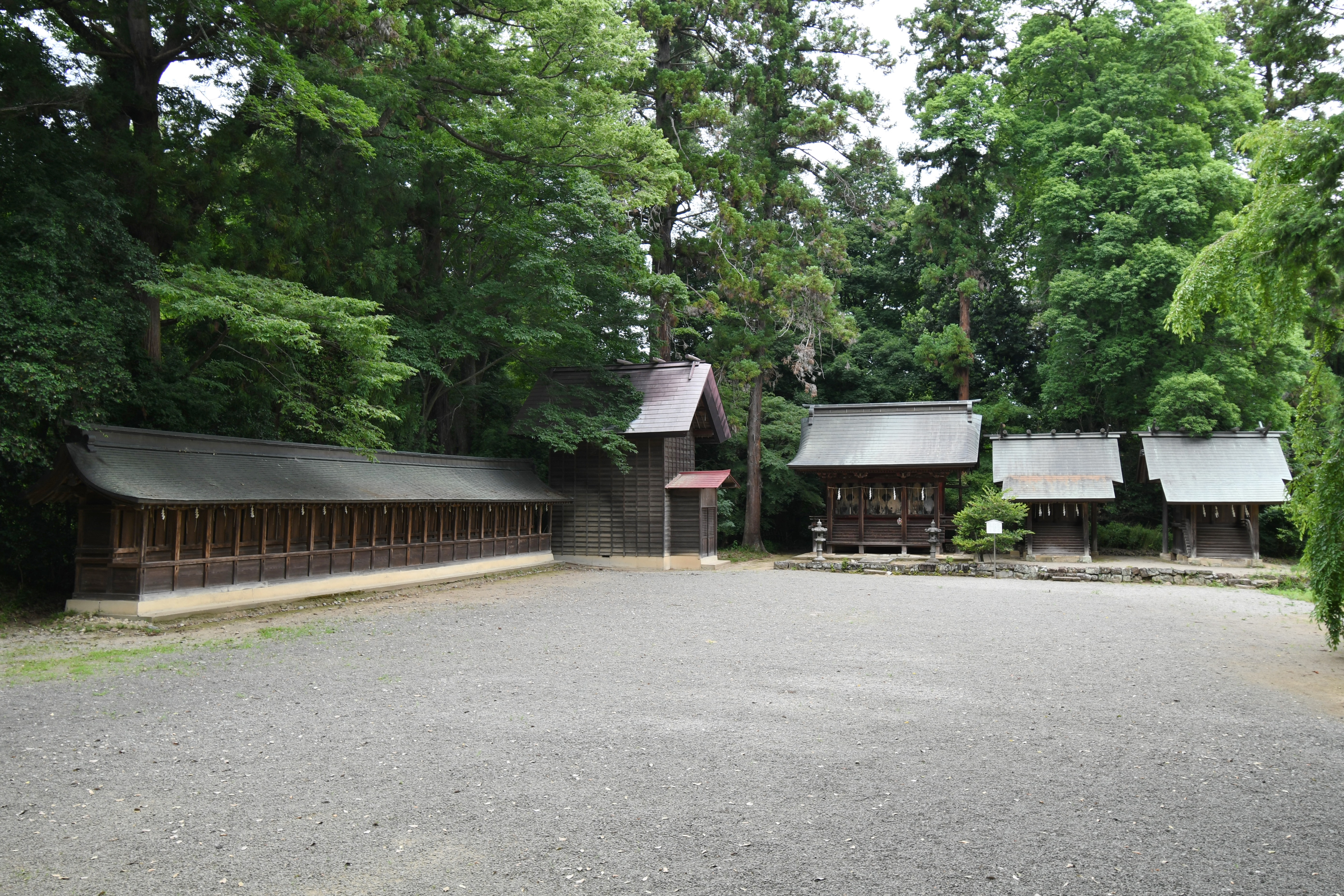
仮殿敷地

貫前神社では12年ごとに式年遷宮が行われる。仮殿敷地に仮殿が築かれ、申年の12月12日に仮殿遷座祭が、翌酉年の3月13日に本殿遷座祭が催される。この3ヶ月の間に、本殿の修理・清掃を行う。
万寿2年（1025年）以前から行われており、古くは30年毎であったが、のちに7年毎になり、天正18年（1590年）から現在の形式となった。

### 年間祭事
年間で71度の祭事があり、多くの特殊神事を有する。
- 毎月
  - 月次祭（1日）
- 1月
  - 歳旦祭（1月1日）
  - 元始祭（1月3日）
  - 水的神事（1月3日）
  - 生弓矢生太刀神事（鬼退治、1月7日）
  - 筒粥神事（1月15日）
- 2月
  - 農耕始祭（2月17日）
- 3月
  - 春季御戸開祭（3月14日）
  - 例大祭（3月15日）
- 6月
  - 大祓式（6月30日）
- 11月
  - 新穀感謝祭（11月23日）
- 12月
  - 御神酒醸り神事（12月1日）
  - 川瀬神事（12月8日）
  - 鹿占神事（12月8日）
  - 御機織神事（12月11日）
  - 冬季御戸開祭（12月12日）
  - 大祓式（12月31日）
  - 除夜祭（12月31日）

### 太々神楽
出雲大社の社家から24座が伝承された。元旦と例大祭（3月15日）に奉納される。

## 文化財

### 重要文化財（国指定）
- 貫前神社 3棟（建造物） - 本殿は1912年（明治45年）2月8日指定、拝殿は1976年（昭和51年）5月20日指定、楼門は1976年（昭和51年）5月20日指定。
  - 本殿（附 棟札2枚） - 江戸時代前期（1635年）造営。桁行三間、梁間三間、一重二階、入母屋造、妻入、向拝三間、檜皮葺。
  - 拝殿（附 棟札1枚） - 江戸時代前期（1635年）頃造営。桁行三間、梁間三間、一重、入母屋造、正面軒唐破風付、檜皮葺。
  - 楼門 - 江戸時代前期（1635年）造営。一間一戸楼門、入母屋造、銅板葺。
- 白銅月宮鑑（工芸品） - 宝物館保管。唐代の作。1912年（明治45年）2月8日指定。
- 銅鏡 2面（梅雀文様、竹虎文様）（工芸品） - 宝物館保管。鎌倉時代の作。1917年（大正6年）4月5日指定。

### 国選択無形民俗文化財
- 貫前神社の鹿占習俗 - 1980年（昭和55年）12月12日選択。

### 群馬県指定文化財
- 重要無形民俗文化財
  - 貫前神社の鹿占習俗 - 1981年（昭和56年）5月6日指定。
- 天然記念物
  - 貫前神社のスダジイ - 2022年（令和4年）3月18日指定[13]。

### 富岡市指定文化財
- 重要文化財（有形文化財）
  - 貫前神社奉納鏡 - 1997年（平成9年）4月23日指定。
  - 貫前神社唐銅製燈籠 - 1997年（平成9年）4月23日指定。

## 登場作品
- 『神道集』巻第七 36話「上野国一之宮事」[14]
上野国一宮の抜鉾大明神（現 一之宮貫前神社）は、渡来系の神であった。そして、元々の一宮であった赤城大明神が絹の機織りをしている際、生糸が不足したため抜鉾大明神から借用した。赤城大明神は、財の君である抜鉾大明神に一宮を譲り、自分は二宮になったという。
- 上毛かるた
「ゆ」の札において、「ゆかりは古し 貫前神社」と読まれる。
- 東経139度線
松本清張の短編小説。一之宮貫前神社が主要な舞台となる。

## 現地情報
所在地
- 群馬県富岡市一ノ宮1535

交通アクセス
- 鉄道
  - 最寄駅：上信電鉄上信線 上州一ノ宮駅（徒歩約15分）
- タクシー
  - 富岡市観光乗合タクシー（JR松井田駅または上信線上州富岡駅から）で、「貫前神社」停留所下車（下車後徒歩すぐ）
- 車
  - 駐車場：有り
  - 上信越自動車道 富岡ICまたは下仁田ICから、どちらも約20分

付属施設
- 宝物館 - 開館時間：10:00-15:00。重要文化財ほかの宝物を展示する。

周辺
- 光明院 - 旧別当寺。
- 一ノ宮古墳群 - 富岡市一ノ宮一帯に残る。最大の堂山稲荷古墳は全長48mの前方後円墳（富岡市指定史跡）。
- 富岡製糸場